# Nakashima Mika
Nakashima Mika (中島 美嘉 (Trung Đảo Mỹ Gia) sinh ngày 19 tháng 2 năm 1983) là một nữ ca sĩ kiêm diễn viên Nhật Bản. Chiều cao : 160 cm

## Tiểu sử
Nakashima Mika sinh tại tỉnh Kagoshima, vùng Kyushu, Nhật Bản. Ngay từ khi còn nhỏ, cô đã luôn mơ ước trở thành ca sĩ. Sau đó, cô quyết định không học trung học, và theo đuổi giấc mơ âm nhạc của mình. Mika đã gửi cuốn băng demo đầu tiên đến một hãng thu âm và họ đã cho cô một cơ hội. Cô đã được chọn ra từ 3000 cô gái, để đóng vai nữ chính trong phim truyền hình "Kizudarake no Love Song (Scarred Love Song)" trên đài truyền hình Fuji TV vào mùa thu 2001. Tháng 11 năm 2001, hãng Sony Music Associated Records phát hành đĩa đơn đầu tiên của cô mang tựa Stars, cũng là ca khúc chủ đề của phim. Đĩa đơn thứ hai Crescent Moon (là một bản nhạc nhảy mang giai điệu của những năm 1980) chỉ phát hành 100.000 bản. Đĩa đơn này đã bán hết trong ngày đầu tiên phát hành. Tháng 3 năm 2002, cô phát hành đĩa đơn thứ ba One Survive (đã nhận được phản hồi rất tốt) và tuyển tập phim ca nhạc đầu tiên Film Lotus. Cũng trong năm 2002, đĩa đơn thứ tư Helpless Rain vào tháng 5 và đĩa đơn thứ năm Will vào tháng 8 được phát hành. Kết quả là 200.000 đĩa đã bán được và gặt hái nhiều ca khúc Top Ten.
Đĩa nhạc đầu tay True được phát hành vào tháng 8 năm 2002, đã đạt vị trí quán quân trên bảng xếp hạng Oricon. Chỉ trong vòng 3 tuần, đĩa này đã đạt mức 1 triệu bản. Kỷ niệm tròn một năm khởi nghiệp, Mika phát hành đĩa nhạc đặc biệt Resistance. Đĩa nhạc này đã đạt vị trí quán quân trong 2 tuần liên tục. Vào ngày 18 tháng 12, phim tài liệu Kiseki: the document of a start được phát hành.
Năm 2002 cũng là một năm thành công của Mika khi cô được nhận các giải thưởng "Nghệ sĩ mới của năm" tại giải thưởng Japan Gold Disc Awards, giải thưởng Nghệ sĩ mới xuất sắc nhất của năm tại giải thưởng Japan Request Awards, và giải thưởng Nghệ sĩ mới của năm tại giải thưởng Japan Record Awards lần thứ 44.
Mika đã trở thành một trong những giọng ca nữ nổi tiếng nhất tại Nhật Bản. Những bài hát nổi tiếng của cô bao gồm ca khúc cuối phim Gundam Seed là Find the Way, Sakurairo Maukoro và Yuki no Hana. Riêng ca khúc Yuki no Hana được trình bày lại bởi hai ca sĩ Hàn Quốc là Park Hyo-Shin và Seo Young-Eun trong phim truyền hình Hàn Quốc Mianhada Saranghada (Xin lỗi, Anh Yêu Em). Đây cũng là một trong những ca khúc karaoke thịnh hành nhất tại Nhật Bản trong năm 2004. Cũng trong năm 2004, cô đã hát ca khúc kết thúc của phim anime dựa trên manga "Hi no tori", được phát sóng trên đài truyền hình NHK.
Trong năm 2005, cô diễn xuất cùng nữ diễn viên Miyazaki Aoi trong phim điện ảnh NANA, dựa trên manga cùng tên, được khởi chiếu vào ngày 10 tháng 9 năm 2005. Mika cũng đã hát hai trong số những ca khúc chủ đề trong phim. Các ca khúc được phát hành trong đĩa đơn Glamorous Sky với tên nghệ danh là Nana starring Mika Nakashima. Ca khúc chủ đề Glamorous Sky được viết lời bởi tác giả manga Yazawa Ai và được soạn nhạc bởi hyde (vocalist của L'Arc-en-Ciel). Đây cũng là đĩa đơn quán quân đầu tiên của Mika trên bảng xếp hạng Oricon. Đĩa này đã bán được hơn 423.000 bản, trở thành đĩa đơn bán chạy nhất trong năm 2004 của một nữ ca sĩ, và là đĩa đơn bán chạy thứ 10 trong năm. Đĩa đơn tiếp tục bán chạy trong năm 2006 và đã bán được tổng cộng 442.000 bản, chỉ kém 10.000 bản so với đĩa đơn Endless Story của nữ diễn viên cùng diễn xuất trong phim Nana là nữ ca sĩ Ito Yuna.
Đĩa đơn thứ 17 của Mika, mang tên Cry No More được phát hành vào tháng 2 năm 2006. Đĩa này bao gồm hai ca khúc: Cry No More (ca khúc kết thúc thứ hai của anime Blood+) và Black & Blue.

## Ấn phẩm

### Các đĩa nhạc
1. True (28 tháng 8, 2002) #1, đã bán hơn 1.200.000 bản
2. Love (6 tháng 11, 2003) #1, đã bán hơn 1.400.000 bản
3. Music (9 tháng 3, 2005) #1, đã bán hơn 600.000 bản
4. Best (7 tháng 12, 2005) #1, đã bán hơn 1.001.504 bản ở Nhật (đã đạt#3 trên bảng xếp hạng "United World Charts")
5. The End (13 tháng 12, 2006) #2, đã bán hơn 200.000 bản
6. Yes (14 tháng 3, 2007) #3, đã bán hơn 300.000 bản
7. Voice (26 tháng 11, 2008) #1, đã bán hơn 350.000 bản
8. No More Rules (3 tháng 3, 2009) #5, đã bán hơn 50.000 bản

### Các đĩa mini
1. Resistance (7 tháng 11, 2002)
2. Oborozukiyo ~Inori (15 tháng 9, 2004)